# Stratovarius
Stratovarius – fińska grupa powermetalowa. Założona w 1984 przez perkusistę i wokalistę Tuomo Lassila’e, basistę John Vihervä'e i gitarzystę Staffana Stråhlmana. W 1985 roku w szeregach zespołu pojawił się gitarzysta i wokalista Timo Tolkki, stając się z czasem jego niekwestionowanym liderem. Pierwszy album – Fright Night – został wydany w 1989 roku. W roku 1995 wykrystalizował się najbardziej znany skład zespołu – Timo Tolkki, Timo Kotipelto, Jari Kainulainen, Jens Johansson i Jörg Michael – który zarejestrował razem 7 płyt studyjnych. Trzy z nich uzyskały status złotej płyty w Finlandii: Visions, Destiny i Infinite. Największy sukces grupa osiągnęła w 1999, rok po wydaniu albumu Destiny, zdobywając w rodzimym kraju wiele nagród i wyróżnień (min. drugie miejsce w kategorii najlepszy zespół muzyczny). Na przestrzeni lat szczególnie dużą popularność poza Finlandią Stratovarius zdobył w Japonii. Na początku trzeciego tysiąclecia grupa kilkakrotnie wstrzymywała swoją działalność, głównie ze względu na stan zdrowia lidera. 3 kwietnia 2008 roku Timo Tolkki oświadczył, iż grupa definitywnie kończy swój żywot. Jeszcze w tym samym roku, w sierpniu, pozostali członkowie oświadczyli powrót zespołu, ale bez lidera. Już z udziałem nowego gitarzysty Matiasa Kupiainena Stratovarius nagrał album Polaris, którego premiera miała miejsce 21 maja 2009 roku.

## Historia

### 1984–1989

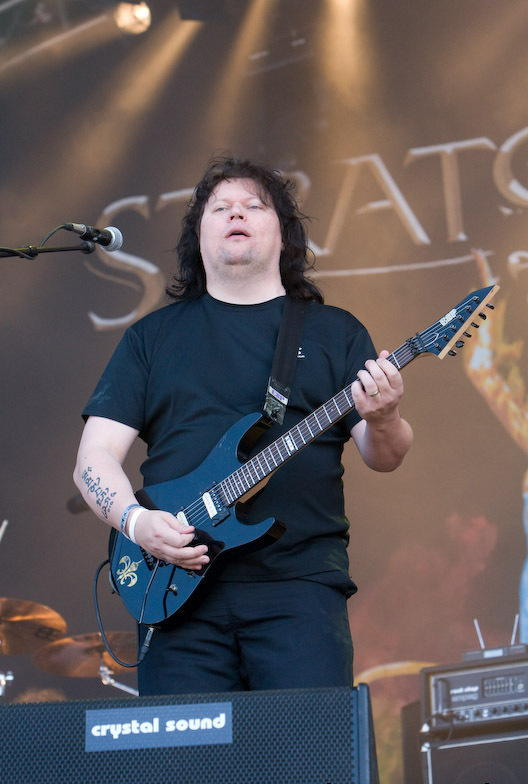
Timo Tolkki

Stratovarius został założony w 1984 roku w Helsinkach przez perkusistę i wokalistę Tuomo Lassila’e, basistę Johna Vihervä'e i gitarzystę Staffana Stråhlmana. Wcześniej zespół nosił nazwę Black Water. Początkowo muzyka grupy była bardzo ciężka, przypominała dokonania Black Sabbath, czy Ozzy’ego Osbourne’a. Jeszcze w 1984 roku z zespołu odszedł basista, a na jego miejscu pojawił się Jyrki Lentonen. Rok później, zaledwie tydzień przed koncertem w Aalborgu, odszedł również Staffan Stråhlman, W związku z potrzebą zdobycia nowego gitarzysty, Lassila zadzwonił do byłego kolegi Lentonena z Road Block – Timo Tolkkiego – z propozycją dołączenia do Stratovarius. Timo zgodził się i razem z nim grupa wyruszyła do Danii. Z czasem Lassila zrezygnował z roli wokalisty, powierzając tę rolę Tolkkiemu, który stał się głównym wokalistą zespołu. Był to również moment, w którym muzyka grupy stała się bardziej melodyjna oraz zaczęła nawiązywać do muzyki poważnej. W 1987 Finowie intensywnie koncertowali, stworzyli również pierwsze od czasu zmian w składzie demo (zawierające utwory „Future Shock”, „Fright Night” i „Night Screamer”). Po koncercie w Tavastia Club (Helsinki) CBS Finland podpisało z zespołem kontrakt. Pojawił się również nowy członek Stratovarius, klawiszowiec Antti Ikonen. W 1988 roku zarejestrowany został pierwszy singiel grupy: Future Shock/Witch Hunt, zaś z początkiem 1989 kolejny: Black Night/Night Screamer. W maju 1989 światło dzienne ujrzał pierwszy pełnowymiarowy album – Fright Night. Przez lato i jesień zespół intensywnie koncertował, wystąpił również na dużym festiwalu Giants Of Rock w Hämeenlinna, dzieląc scenę min. z Anthrax. Pod koniec 1989 z zespołu odszedł basista Jyrki Lentonen.

### 1990–1994
Na początku 1990 roku zespół rozpoczął prace nad nowym materiałem, jednak CBS straciło zainteresowanie grupą. Finowie nie poddali się, napisali wiele nowych utworów i ostatecznie postanowili nagrać następcę Fright Night. Z powodu braku kontraktu zespół musiał zarejestrować album na własny koszt. Timo Tolkki, oprócz wokali i gitar, zarejestrował wszystkie partie basu, mimo to iż na zdjęciach i we wkładce albumu pojawił się nowy basista Jari Behm. Wkrótce Jari opuścił grupę z powodu nie pasującego do muzyki Finów stylu. Drugi album nazwany Stratovarius II został wydany tylko w Finlandii na początku 1992 roku. Kasety demo z materiałem zostały rozesłane po całym świecie i Shark Records, po usłyszeniu utworu „Hands Of Time”, podpisał kontrakt z zespołem. Ostatecznie album z nową okładką i tytułem – Twilight Time – ukazał się w październiku 1992 roku w całej Europie. Wkrótce wydawnictwo trafiło na rynek japoński, trafiając w ciągu pięciu miesięcy do pierwszej dziesiątki najlepiej sprzedających się importowanych płyt w Japonii. Ostatecznie Twilight Time został najlepiej sprzedającym się albumem zagranicznym w Japonii w 1993 roku. Zespół w tym samym roku podpisał kontrakt z JVC Victor Entertainment w Japonii, która wydała w lipcu Twilight Time w swoim ojczystym państwie. W tym samym miesiącu Tolkki wyrusza po raz pierwszy do Japonii w ramach promocji albumu i ma okazje przekonać się o bardzo dużej popularności Stratovarius w tym kraju.
Przez cały rok 1993 zespół pisał i nagrywał nowe utwory. W momencie dołączenia nowego basisty Jari Kainulainena materiał na nowy album był w 70 procentach ukończony. W tym czasie Lassila miał problemy z obiema dłońmi i został wykluczony z nagrywania na 8 tygodni. Nagrywanie zostało zakończone z perkusistą Kingston Wall – Samim Kuoppamäkim. Ostatecznie Dreamspace ukazał się na świecie w lutym i marcu 1994 roku. W lipcu Stratovarius odbył pierwszą trasę po Japonii, grając koncerty w Tokio, Osace i Nagoi. Przed tą trasą zespół zagrał jeden koncert w Finlandii, będący pierwszym występem z nowym basistą.

### 1994–1998
Przez wiosnę i lato 1994 grupa pisała materiał na kolejny album. Tolkki spełnił swoje marzenie i nagrał album solowy Classical Variations and Themes, wydany w październiku 1994. Stratovarius zaś przez całe lato kończył prace nad nowym albumem. W międzyczasie Timo zrezygnował z dzielenia obowiązku gitarzysty i wokalisty. Zespół zatrudnił nowego wokalistę – Timo Kotipelto.

(...) w studio Timo osobno nagrywał wokale, a osobno gitary. Jednak Stratovarius stawał się coraz bardziej popularny, chłopaki grali więcej koncertów i coraz trudniej było śpiewać i grać naraz. Timo nie mógł się w 100% skupić ani na grze ani na śpiewaniu. Poza tym utwory stawały się coraz bardziej pozakręcane.
Tak więc Timo postanowił skupić się tylko na grze na gitarze i tak właśnie został zatrudniony Timo Kotipelto.

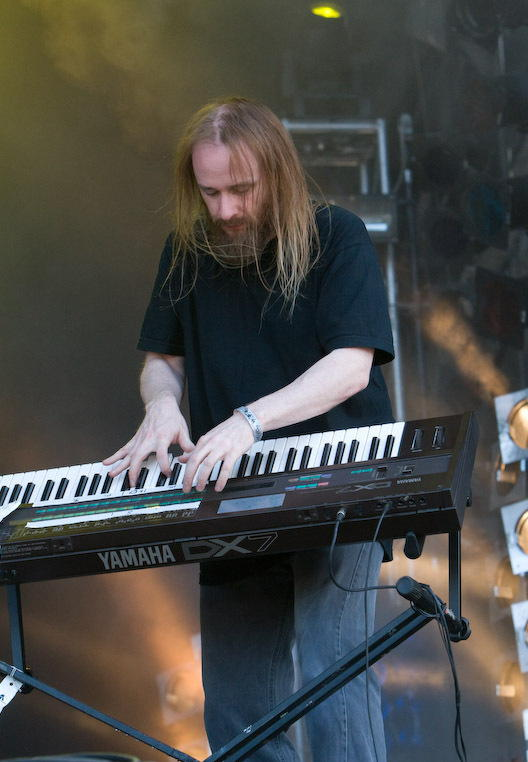
Jens Johansson

Kotipelto można już usłyszeć na wydanym w marcu 1995, czwartym albumie Finów Fourth Dimension, różniącym się znacznie od ich wcześniejszych propozycji. W ramach jego promocji grupa sukcesywnie koncertowała w Europie i Japonii. Sprzedaż albumu podwoiła sprzedaż Dreamspace. Po trasach koncertowych o odejście z zespołu zostali poproszeni Tuomo Lassila i Antti Ikonen. Głównym powodem był „brak chemii” oraz różnice muzyczne. Tak naprawdę nie potrafili oni zagrać tak, jak wyobrażał sobie gitarzysta. Tolkki i Kotipelto chcieli wnieść muzykę Stratovarius na nowy poziom. W związku z tym do zespołu dołączyli perkusista Jörg Michael (min. Rage, Saxon) i Jens Johansson (Yngwie Malmsteen). Episode okazał się kolejnym muzycznym krokiem naprzód. Stanowił on dawkę melodyjnego, szybkiego, ale również dramatycznego i symfonicznego metalu. Po raz pierwszy wykorzystano 40-osobowy chór i 20-osobową orkiestrę. Następny album, Visions, został wydany w kwietniu 1997 i wspiął się na piąte miejsce fińskich list przebojów. Utrzymywał się również przez 24 tygodnie na fińskim TOP 40. Album promowany był trasą koncertową, podczas której Stratovarius dał występy w Europie, Japonii i Południowej Ameryce. Ostatecznie płyta pokryła się złotem w Finlandii. Sukces ten świętowany był w Tavastia Club (Helsinki) 10 czerwca 1998. Podczas trasy koncertowej został zarejestrowany materiał na pierwszy w historii grupy album „live”. Zawierający 2 płyty CD Visions In Europe wydany został pod koniec marca 1998. Był on dużym sukcesem, zarówno komercyjnie, jak i artystycznie.

### 1998–2001
Od kwietnia 1998 roku zespół rozpoczął nagrywanie kolejnego, siódmego albumu studyjnego. Destiny nagrywany był przez wiosnę i lato tego samego roku. Pierwszy singiel SOS, zrealizowany 17 sierpnia, szybko wspiął się na trzecie miejsce najlepiej sprzedających się singli w Finlandii. Destiny zadebiutowało na pierwszym miejscu najlepiej sprzedających się albumów w Finlandii przed oficjalną premierą (5 października 1998). Na początku 1999 płyta pokryła się drugim w historii zespołu złotem. Był to początek sukcesów Stratovarius w tym roku. W fińskim magazynie „SFP” zespół wygrał głosowanie na najlepszy zespół metalowy w Finlandii, zaś teledysk do SOS został wybrany najlepszym metalowym teledyskiem w Finlandii w roku 1998. Po raz drugi Tolkki został wybrany najlepszym muzykiem w kraju. W kategorii „najlepszy zespół” Stratovarius uplasował się na drugim miejscu. Kotipelto zajął drugie miejsce w kategorii „najlepszy wokalista”. Destiny i SOS zajęły drugie miejsca w kategoriach: „najlepszy album” i „najlepszy utwór”. Tolkki i Kotipelto byli również nominowani w kategorii „Cudowna Osoba”. W drugiej połowie 1999 roku grupa rozpoczęła prace nad nowym albumem. Ósme studyjne dzieło Finów było jednym z najbardziej wyczekiwanych produkcji 2000 roku. Infinite został wydany 28 lutego i szybko pokrył się złotem w Finlandii. Zawiera on jeden z najbardziej rozpoznawalnych utworów zespołu, „Hunting High And Low”, do którego powstał również teledysk. W ramach promocji albumu grupa odbyła najdłuższą trasę koncertową w historii. Po powrocie z trasy koncertowej pod koniec 2000 roku zespół postanowił zrobić przerwę w działalności na czas nieokreślony.

Po trasie promującej, „Infinite”, na którą złożyło się chyba 150 koncertów na całym świecie, byliśmy bardzo wyczerpani. Czuliśmy się po tym wszystkim wypaleni. Nagrywaliśmy też sporo płyt w sumie w dość krótkich odstępach czasowych(...) porozmawialiśmy poważnie i ustaliliśmy, iż zrobimy sobie przerwę.

Tolkki i Kotipelto wykorzystali przerwę na nagranie solowych albumów. W 2001 roku trudny do zdobycia materiał z singli, utwory bonusowe z różnych wydań regularnych płyt, oraz 4 nowe utwory znalazły się na kompilacji nazwanej Intermission.

### 2002–2005
Po długiej przerwie, trwającej ponad rok, zespół wrócił w lecie 2002 do studia aby zarejestrować kolejny album. Timo Tolkki napisał bardzo dużo materiału, aż 25 utworów. Zostały one podzielone na dwie płyty, które miały ukazać się w odstępie równego roku. Pierwsza część, zatytułowana Elements, Pt. 1, ukazała się 27 stycznia 2003 roku. Elements, Pt. 2, wbrew zapowiedziom lidera grupy, ukazał się jeszcze w tym samym roku, dokładnie 9 miesięcy później (27 października). Muzyka zaprezentowana na tych wydawnictwach (w szczególności na pierwszej części) stanowiła kolejny krok do przodu zespołu, zawierając wiele elementów symfonicznych.

Moim zdaniem ta płyta raczej zaczyna nowy rozdział. (...) w moim osobistym odczuciu to, co się tutaj znalazło, jest dla nas czymś nowym, czymś na innym poziomie.

W 2004 roku doszło do nieoczekiwanych i nieprzyjemnych dla fanów zespołu wydarzeń. Tolkki przeżywał załamanie psychiczne. Na oficjalnej stronie zespołu pojawiły się różne niestworzone rzeczy wypisywane przez lidera grupy. Z zespołu odeszli perkusista i wokalista. W tym momencie przyszłość zespołu wisiała na włosku:

Pozwolenie odejść Kotipelto było dużym błędem. Nigdy nie uwalniaj się od wokalisty, to nigdy nie skutkuje. (Letting Kotipelto go was a huge mistake. You never get rid of the singer; it never works.)

Gitarzysta zszokował fanów, oświadczając, iż za Kotipelto zatrudni wokalistkę, Katrine. Została nagrana z nią kaseta demo. Jednakże lider nie skupiał się na muzyce, snuł bardzo chaotyczne plany, robił wiele niezrozumiałych rzeczy:

zaczął mówić brednie. Prawie zdołał zniszczyć zespół nad którym tak ciężko pracował (he started talking insane. He pretty much managed to destroy the band he worked so hard for)

Z czasem Tolkki doszedł do siebie. Ostatecznie, po wspólnym spotkaniu muzyków, Stratovarius postanowił
kontynuować działanie w dotychczasowym składzie. Prace nad nowym wydawnictwem trwały od listopada 2004 do marca następnego roku. Album został zatytułowany po prostu Stratovarius. Muzyka zaprezentowana na nim była cięższa i mroczniejsza aniżeli wcześniejsze dokonania grupy. Płyta została wydana we wrześniu 2005 roku. Kilka miesięcy przed premierą, w lipcu, odchodzi wieloletni basista grupy, Jari Kainulainen. Powodem był „brak serca” do dalszego grania z zespołem. Jego miejsce objął Lauri Porra, grający min. w solowym zespole Timo Kotipelto – Kotipelto. Jari zaś 27 sierpnia 2005 stał się basistą Evergrey.

### 2006–2009

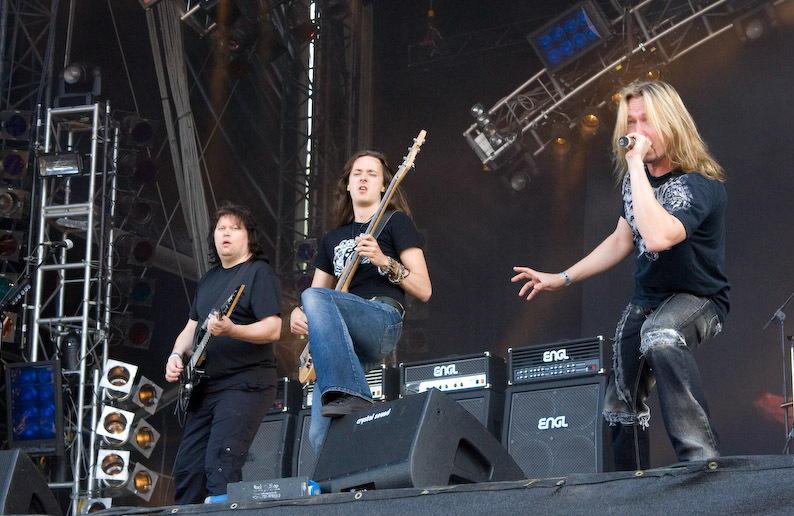
Stratovarius na Wacken Open Air (od lewej: Tolkki, Porra, Kotipelto)

Przez rok 2006 zespół intensywnie koncertował. Zapowiadany był również nowy album. Podobna sytuacja zaistniała w 2007 roku, zespół zaprezentował nawet nowy utwór, „The Last Night On Earth”. Jednak nowy album nie powstał. Natomiast 3 kwietnia 2008 roku Tolkki ogłosił rozwiązanie zespołu. Powodem miały być różnice muzyczne dzielące go i Timo Kotipelto oraz Jörga Michaela, a także napięcia w zespole. Gitarzysta założył nowy zespół, Revolution Renaissance, którego muzyka nawiązuje do albumów Episode i Visions. W sierpniu 2008 roku świat obiegła sensacyjna wiadomość, iż Stratovarius wraca w grono żywych, ale bez swego lidera. Nowym gitarzystą został Matias Kupiainen. Timo Tolkki złożył życzenie wszystkiego najlepszego dla nowego składu grupy. Materiał na 12 album studyjny zespołu powstał jesienią 2008 roku. Ostatecznie Polaris ukazał się 21 maja 2009 roku. Trzy dni później zespół miał wystąpić w Polsce, w klubie Progresja (Warszawa). Jednak koncert został przełożony na bliżej nieokreślony termin z powodów techniczno-logistycznych.

## Muzycy
| - Timo Kotipelto – śpiew (1994–2004, od 2005) - Jens Johansson – instrumenty klawiszowe (od 1995) - Lauri Porra – gitara basowa (od 2005) - Matias Kupiainen – gitara (od 2008) - Rolf Pilve – perkusja (od 2012) - Alex Landenburg – perkusja (2010) | - Jyrki Lentonen – gitara basowa (1984–1989) - John Vihervä – gitara basowa (1984) - Tuomo Lassila – perkusja (1984–1995), śpiew (1984–1985) - Staffan Stråhlman – gitara(1984) - Mika Ervaskari (zmarły) – instrumenty klawiszowe (1984–1987) - Timo Tolkki – gitara (1985–2008), śpiew (1985–1994), gitara basowa (1992) - Antti Ikonen – instrumenty klawiszowe (1988–1995) - Jari Behm – gitara basowa (1992–1993) - Jari Kainulainen – gitara basowa (1993–2005) - Jörg Michael – perkusja (1995–2004, 2005–2012) - Miss K – śpiew (2004) |

## Dyskografia

### Albumy studyjne
Źródło.
| FIN                            | DEU                                                                   | SWE | CHE | FRA | BEL | ESP | JPN | AUT |    |    |
| 1989                           | Fright Night - Data: 11 maja 1989 - Wydawca: CBS Finland              | 48  | –   | –   | –   | –   | –   | –   | –  | –  |
| 1992                           | Twilight Time - Data: 20 lutego 1992 - Wydawca: Bluelight             | –   | –   | –   | –   | –   | –   | –   | –  | –  |
| 1994                           | Dreamspace - Data: 1994 - Wydawca: Noise Records                      | –   | –   | –   | –   | –   | –   | –   | 43 | –  |
| 1995                           | Fourth Dimension - Data: 1995 - Wydawca: Noise Records                | –   | –   | –   | –   | –   | –   | –   | 26 | –  |
| 1996                           | Episode - Data: lipiec 1996 - Wydawca: Noise Records                  | 21  | –   | –   | –   | –   | –   | –   | 20 | –  |
| 1997                           | Visions - Data: lipiec 1997 - Wydawca: Noise Records                  | 4   | –   | –   | –   | –   | –   | –   | 18 | –  |
| 1998                           | Destiny - Data: 1998 - Wydawca: Noise Records                         | 1   | 89  | –   | –   | –   | –   | –   | 31 | –  |
| 2000                           | Infinite - Data: maj 2000 - Wydawca: Nuclear Blast                    | 1   | 28  | –   | –   | –   | –   | –   | 29 | –  |
| 2003                           | Elements, Pt. 1 - Data: 27 stycznia 2003 - Wydawca: Nuclear Blast     | 2   | 27  | 46  | 91  | 42  | 161 | –   | 22 | –  |
| 2003                           | Elements, Pt. 2 - Data: 23 października 2007 - Wydawca: Nuclear Blast | 4   | 75  | –   | –   | 74  | 161 | –   | 38 | –  |
| 2005                           | Stratovarius - Data: 5 września 2005 - Wydawca: Sanctuary Records     | 4   | 58  | 37  | 92  | 88  | –   | 93  | 39 | –  |
| 2009                           | Polaris - Data: 15 maja 2009 - Wydawca: Edel Music AG                 | 2   | 55  | –   | 57  | 62  | –   | –   | 32 | –  |
| 2011                           | Elysium - Data: 12 stycznia 2011 - Wydawca: earMUSIC                  | 1   | 38  | –   | 45  | 70  | 80  | –   | 48 | –  |
| 2013                           | Nemesis - Data: 22 lutego 2013 - Wydawca: Edel                        | 3   | 41  | 44  | 30  | 82  | 59  | 32  | 37 | 62 |
| 2015                           | Eternal - Data: 11 września 2015 - Wydawca: earMUSIC                  | 5   | 27  | –   | 22  | 61  | 45  | –   | 23 | 69 |
| 2022                           | Survive - Data: 23 Września 2022 - Wydawca: earMUSIC                  | 1   | 30  | –   | 6   | 125 | 126 | –   | 32 | 63 |
| „–” pozycja nie była notowana. |                                                                       |     |     |     |     |     |     |     |    |    |

### Single
| 1988                           | „Future Shock”                    | –  | –  | –  | –   | Fright Night  |
| 1989                           | „Black Night”                     | –  | –  | –  | –   | Fright Night  |
| 1992                           | „Break the Ice”                   | –  | –  | –  | –   | Twilight Time |
| 1995                           | „Wings of Tomorrow”               | –  | –  | –  | –   | –             |
| 1996                           | „Will the Sun Rise?”              | –  | –  | –  | –   | Episode       |
| 1996                           | „Father Time”                     | –  | –  | –  | –   | Episode       |
| 1997                           | „Black Diamond”                   | –  | –  | –  | –   | Visions       |
| 1997                           | „Kiss of Judas”                   | –  | –  | –  | –   | Visions       |
| 1998                           | „SOS”                             | 2  | –  | –  | –   | Destiny       |
| 2000                           | „Hunting High and Low”            | 4  | –  | –  | –   | Infinite      |
| 2000                           | „A Million Light Years Away”      | 14 | –  | –  | –   | Infinite      |
| 2000                           | „It’s a mystery/Why are we here?” | –  | –  | –  | –   | –             |
| 2002                           | „Eagleheart”                      | 2  | –  | –  | –   | Elements Pt.1 |
| 2003                           | „I Walk to My Own Song”           | 9  | –  | –  | –   | Elements Pt.2 |
| 2005                           | „Maniac Dance”                    | 4  | 93 | 82 | 194 | Stratovarius  |
| 2009                           | „Deep Unknown”                    | 20 | –  | –  | –   | Polaris       |
| 2010                           | „Darkest Hours”                   | 4  | –  | –  | –   | Elysium       |
| „–” pozycja nie była notowana. |                                   |    |    |    |     |               |

### Albumy koncertowe
| 1998                           | Live Visions of Europe - Data: 1998 - Wydawca: T&T Records                                        | 6  | –  |
| 2012                           | Under Flaming Winter Skies – Live in Tampere (CD/DVD) - Data: 29 czerwca 2012 - Wydawca: earMUSIC | 38 | 81 |
| „–” pozycja nie była notowana. |                                                                                                   |    |    |

### Albumy wideo
| 2000                           | Infinite Visions - Data: 11 listopada 2000 - Wydawca: Nuclear Blast                            | – | –   |
| 2012                           | Under Flaming Winter Skies – Live in Tampere (DVD) - Data: 29 czerwca 2012 - Wydawca: earMUSIC | 1 | 168 |
| „–” pozycja nie była notowana. |                                                                                                |   |     |

### Kompilacje
| 1997                           | The Past and Now - Data: 30 czerwca 1998 - Wydawca: Import                     | –  | –  | –  | –  | –  |
| 1999                           | The Chosen Ones - Data: 9 listopada 1999 - Wydawca: T&T Records                | 7  | –  | –  | –  | –  |
| 2000                           | 14 Diamonds - Data: 19 września 2000 - Wydawca: Victor Entertainment           | –  | –  | –  | –  | –  |
| 2001                           | Intermission - Data: 26 czerwca 2001 - Wydawca: Nulcear Blast                  | 7  | 73 | 85 | 91 | 64 |
| 2006                           | Black Diamond: The Anthology - Data: 24 kwietnia 2006 - Wydawca: Nuclear Blast | –  | –  | –  | –  | –  |
| 2016                           | Best of - Data: 6 maja 2016 - Wydawca: earMUSIC                                | 12 | –  | –  | –  | –  |
| „–” pozycja nie była notowana. |                                                                                |    |    |    |    |    |

## Nagrody i wyróżnienia
| Rok  | Kategoria          | Tytułem      | Nagroda    | Nota | Źródło |
| ---- | ------------------ | ------------ | ---------- | ---- | ------ |
| 1998 | Vuoden vientituote | Stratovarius | Emma-gaala | Laur | [ 32 ] |